# Nokia N9
Il Nokia N9-00 (o semplicemente N9) è uno smartphone della Nokia, uscito sul mercato a ottobre del 2011 solo in determinati paesi, escludendo l'Italia. Disponibile in tre colori (nero, magenta e ciano), ai quali si è aggiunta in dicembre anche la versione bianca. Successivamente, nel mese di maggio 2012 Nokia decide di commercializzare l'apparato anche in Italia concedendo l'esclusiva ad una catena della grande distribuzione, UniEuro.
Va ricordato che il dispositivo era già reperibile presso alcuni rivenditori in Italia, ma si trattava di prodotti di importazione, cioè destinati originariamente ad un altro paese.
Attualmente è il primo e l'unico smartphone con il sistema operativo open-source MeeGo/Harmattan, sviluppato da Nokia e Intel, che a sua volta utilizza l'interfaccia Swipe UI, appositamente sviluppata da Nokia, basata interamente sul touchscreen, evitando l'aggiunta dei tasti fisici classici quali "indietro" o "menu".
Malgrado la totale assenza di campagne pubblicitarie atte a promuoverne l'acquisto, il Nokia N9 ha riscosso un discreto successo, eguagliando e superando in alcuni determinati periodi le vendite del "fratellastro" Lumia 800.

## Storia
Successore del Nokia N900 e conosciuto con il nome in codice N9-00, la sua uscita era stata programmata per il tardo 2010, circa un anno dopo il lancio di N900. Nell'agosto dello stesso anno iniziarono a diffondersi sul web fotografie ufficiose di un prototipo con tastiera qwerty. Un ingegnere del software che stava lavorando per la divisione dispositivi di Nokia citò il Nokia N9-00 nella raccolta pubblica di bug per Qt, un'applicazione di sviluppo framework usata in MeeGo.  Il design di questo prototipo, che venne prodotto e destinato ai soli sviluppatori come Nokia N950 venne accantonato e Nokia iniziò a lavorare al progetto N9-01, col nome in codice "Lankku", che venne poi distribuito col nome finale di Nokia N9; si trattava di una variante del progetto originale senza più la tastiera.
Nokia N9 è stato ufficialmente annunciato il 21 giugno 2011 all'evento Nokia Connection di Singapore. In quell'occasione si ipotizzò la disponibilità dello smartphone nel settembre dello stesso anno.  Gli utenti potevano essere informati via email sull'effettiva disponibilità di N9 nel proprio paese iscrivendosi online al Nokia Store.  Nel momento in cui Nokia decise di chiudere i propri Shop Online in diversi paesi, inclusi Polonia, Germania, Paesi Bassi, Francia, Italia, Spagna, Regno Unito e USA il 30 giugno 2011, la disponibilità nei suddetti paesi fu nelle mani esclusivamente dei rivenditori multimarca e degli operatori telefonici.
Nell'agosto 2011 Nokia annunciò che Nokia N9 non sarebbe stato disponibile negli Stati Uniti. Secondo alcuni rapporti di vendite, il dispositivo non sarebbe stato disponibile anche in altri mercati come il Giappone, Canada e Germania.
L'ultima settimana di settembre 2011 apparve sul blog ufficiale Nokia che il modello N9 era disponibile nei negozi. Il prezzo iniziale di vendita fu annunciato intorno ai 480 euro (per la versione da 16GB) e 560 euro (per la versione da 64GB) escluse tasse ed imposte.
In Germania sono disponibili online prodotti importati dalla Svizzera sui siti Amazon e German Cyberport GmbH. Nel gennaio 2012 divenne disponibile in alcuni dei più grandi store della catena Saturn Media Markt.
Nel febbraio 2012 apparve il Nokia N9 sul sito italiano Nokia, lasciando supporre che presto sarebbe stato messo in commercio anche nel mercato del Bel Paese.
Il prezzo, a gennaio 2012, era compreso tra 500 e 630 euro, a seconda dalla capacità di memoria interna, sicuramente più elevato del "gemello" con Windows Phone Nokia Lumia 800 e molto vicino al livello di spesa dell'iPhone 4s di Apple.

## Hardware

### Processore e memoria
Nokia N9 è equipaggiato da un processore OMAP 3630 di Texas Instruments con architettura System-on-a-chip CMOS a 45 nanometri. Esso comprende tre unità di processo: la CPU a 1 GHz ARM Cortex A8 che esegue il sistema operativo e le applicazioni; la GPU è un PowerVR SGX 530 di Imagination Technologies che supporta le librerie OpenGL ES 2.0 e capace di elaborare fino a 14 milioni di poligoni al secondo; e il digital signal processor TI TMS320C64x a 430 MHz, per l'elaborazione delle immagini della fotocamera, dei suoni emessi dal telefono e per la trasmissione e ricezione dei dati. Il sistema dispone di 1 GB di RAM single channel (Mobile DDR).
I dati utente sono tutti memorizzati nella memoria interna eMMC; sono disponibili due modelli di smartphone, con differente capacità di memoria: 16 e 64 GB.

### Schermo e sistema di immissione
Nokia N9 ha un display 3,9-pollice (99 mm) capacitivo (fino a 6 punti di tocco simultanei) con una risoluzione di 854 × 480 pixel (FWVGA, 251 ppi) in PenTile RGBG layout, in grado di rappresentare 16.7 milioni di colori. Il display ricurvo è ricoperto da un vetro Corning Gorilla glass antigraffio. Lo spazio che solitamente c'è tra il display e il vetro è stato ridotto, e lo schermo è ricoperto da uno strato di antiriflesso polarizzatore per facilitare la visione e l'utilizzo alla luce del sole. Inoltre, nella parte alta del display troviamo un sensore di prossimità che disattiva lo schermo quando viene portato il telefono in prossimità dell'orecchio, e un sensore di luminosità che regola l'intensità di illuminazione del display in base alla quantità di luce ambientale.
Nokia N9 può inoltre beneficiare di un accelerometro per la rotazione dello schermo in modalità paesaggio/ritratto attiva in alcune applicazioni come il web browser o la galleria delle fotografie.

### GPS
Il Nokia N9 ha un sensore GPS integrato con la funzionalità opzionale di A-GPS dipendente dalla rete mobille, consente perfino il posizionamento "a grandi linee" utilizzando una rete Wi-Fi, ed è dotato di sensore magnetometrico (bussola); precaricate già al suo interno vi sono le applicazioni Nokia Maps e Nokia Drive.
Nokia Maps è simile a Ovi Maps presente negli ultimi prodotti symbian di Nokia con la funzionalità di ricerca di luoghi e locali di particolare interesse (ristoranti, stazioni della metropolitana, teatri... ecc...) nelle vicinanze dell'utente.  Nokia Maps per MeeGo è anche integrata con le applicazioni dell'Agenda e la Rubrica dei contatti.  Nokia Drive invece è una applicazione dedicata alla navigazione satellitare per auto e ha una voce guida disponibile gratuitamente senza costi aggiuntivi. Il Nokia N9 ha precaricate le mappe di alcune nazioni, aggiornabili gratuitamente dal sito Nokia, e per il funzionamento di Nokia Drive non è necessaria una connessione dati attiva, in quanto sfrutta solamente il segnale GPS dei satelliti e le mappe integrate nel dispositivo.

### Camera
La fotocamera principale (posteriore) con funzione autofocus ha doppio flash LED, è ottimizzata per l'acquisizione di immagini in formato 16:9 e 4:3, e ha uno zoom digitale da 4x sia per le foto, sia per i video. Il sensore ha 8 megapixel (3552 × 2448 px); la risoluzione effettiva in formato 16:9 è di 3552 × 2000 px (7.1 megapixel), e 3248 × 2448 px (8 megapixel) in formato 4:3. Di solito i sensori a 4:3 acquisiscono immagini in 16:9 semplicemente utilizzando la funzione "cropping" cioè inserendo due bande nere superiormente ed inferiormente. Sul Nokia N9 invece il sensore utilizza tutti i pixel orizzontali (3552) per le fotografie in 16:9 guadagnando in larghezza d'immagine; mentre per il formato 4:3 utilizza tutti i pixel verticali (2448) guadagnando definizione in altezza. La lente Carl Zeiss possiede delle specifiche piuttosto particolari trattandosi di un telefono cellulare: grandangolo da 28 mm di lunghezza focale, apertura f/2.2, molto ampia (per questo tipo di obbiettivi), e un range di messa a fuoco da 10 cm-infinito. La videocamera cattura filmati con risoluzione fino a 720p a 30 fps con audio stereo grazie ai due microfoni.

### Tasti fisici
Tenendo il Nokia N9 in mano, guardando lo schermo, sul lato destro si trova il tasto di accensione/spegnimento del telefono (pressione lunga) nonché tasto per il blocco/sblocco dello schermo (pressione breve), e sopra di esso due tasti per il volume. Il Nokia N9 ha meno tasti fisici rispetto ad altri smartphones perché grazie all'interfaccia Swipe si eseguono molte operazioni direttamente dal touch screen. Ad esempio per minimizzare un'applicazione in esecuzione e tornare alla home page è sufficiente passare il dito da un estremo del display all'altro. Non è presente un tasto fisico per la fotocamera, si esegue la messa a fuoco e lo scatto direttamente toccando con il dito lo schermo durante l'inquadratura. È altresì possibile sbloccare lo schermo senza usare il tasto di sblocco, ma semplicemente toccando lo schermo due volte in rapida successione.

### Audio e uscite
Nokia N9 ha due microfoni e uno speaker situato nella parte inferiore della scocca. Il microfono principale funziona durante le telefonate e le registrazioni vocali. Il secondo microfono, situato dietro la scocca nella zona del flash della fotocamera, oltre a servire come secondo canale audio per la registrazione stereo durante i filmati, è usato dal sistema MeeGo per eliminare il rumore di fondo che disturberebbe le conversazioni telefoniche. Nella parte superiore c'è il jack da 3.5 mm (AV) che consente simultaneamente l'uscita audio stereo e l'ingresso del segnale proveniente dal microfono delle cuffie, oppure consente un'uscita di segnale audio/video per il collegamento ad un televisore. L'uscita audio è compatibile con lo standard Dolby Headphone. Vicino al jack AV troviamo, sotto uno sportellino, il connettore High-Speed USB 2.0 in standard USB Micro-B per la sincronizzazione dei dati, per il collegamento ad un PC in modalità mass storage e per la ricarica della batteria.
La tecnologia Bluetooth v2.1 +EDR (Enhanced Data Rate) supporta l'uscita audio stereo con il profilo A2DP. Sono supportati inoltre il profilo HFP per parlare a mani libere in auto e il trasferimento di file FTP OPP per l'invio e ricezione di oggetti. È inoltre possibile il controllo remoto del dispositivo, sempre tramite Bluetooth, grazie al profilo AVRCP. Il chip Bluetooth integrato funziona anche come ricevitore/trasmettitore FM, permettendo l'ascolto tramite le cuffie (che fungono da antenna) o dallo speaker vivavoce della radio FM. Come accadde per i Nokia N800, N810 e N900 il software per l'utilizzo della radio non è precaricato sul dispositivo.  Comunque sullo store online sono disponibili diversi software per l'ascolto della radio FM messi a punto da sviluppatori indipendenti.
N9 supporta la tecnologia NFC per la condivisione di fotografie, contatti, musica con altri dispositivi compatibili a loro volta con NFC (ad es. Nokia C7, Nokia 701) e anche per accoppiarsi (connettersi) con altoparlanti stereo (ad es. Nokia Play 360) e auricolari (ad es. Nokia BH-505). Tramite NFC possono essere connesse al Nokia N9 più periferiche simultaneamente.

### Batteria
Il Nokia N9 ha al suo interno la batteria Nokia BV-5JW da 3.7V e 1450mAh. Secondo Nokia, è in grado di fornire energia per un tempo compreso tra 7 e 11 ore di conversazione continua o, in alternativa, un tempo di stand-by compreso tra circa 16 e 19 giorni. Le funzioni multimediali hanno una durata massima di 4.5h per il video playback e fino a 50h per l'ascolto della musica.
La ricarica avviene tramite cavo USB.

## Accessori
È possibile collegare all'N9 un gran numero di dispositivi con varie opzioni di connessione: ad es. tastiere esterne bluetooth, cuffie wireless tramite NFC, altoparlanti wireless NFC, e molti altri.

## Piattaforma software

### MeeGo
Nokia N9 non utilizza precisamente MeeGo 1.2 come sistema operativo. Usa invece ciò che viene definito da Nokia come "istanza di MeeGo". Durante lo sviluppo di Harmattan (precedentemente commercializzato come Maemo 6), Nokia e Intel unirono i loro progetti open source in un nuovo progetto comune chiamato MeeGo. Per non ritardare eccessivamente lo sviluppo già programmato, Nokia decise di mantenere il "core" di Harmattan, così come i componenti middleware (GStreamer) e i "packaging manager" (Harmattan utilizza Debian al posto di RPM Package Manager). Tuttavia, Harmattan è progettato per essere totalmente compatibile con API di MeeGo 1.2 tramite Qt. Per quanto riguarda gli utenti finali e gli sviluppatori di applicazioni, la distinzione tra Harmattan e Meego 1.2 è minima. Dal momento in cui tutti gli sforzi di marketing sarebbero stati orientati a promuovere MeeGo, Nokia eliminò il marchio Maemo e adottò MeeGo per non confondere i clienti.